# 이시도리야정
이시도리야정(石鳥谷町)은 2005년까지 이와테현 히에누키군에 있었던 정이다. 현재의 하나마키시 중 이시도리타니정을 뜻하는 각 오이자에 해당한다. 특산품은 사과, 린도, 사케 등. 특히 일본술에 대해서는 동내의 역사 민속 자료관·남부 두씨 전승관에서 전통적인 주조 기술의 자료를 전시했었다, 

## 연혁
- 1889년 4월 1일 : 정촌제 시행과 함께 고치촌이 성립하였다.
- 1928년 10월 1일 : 정으로 승격해 이시도리야정이 되었다.
- 1955년 4월 1일 : 니포리촌, 하치만촌, 야에하타촌과 합병해 새로운 이시도리야정이 되었다.
- 2006년 1월 1일 : 오하사마정 및 와가군 도와정과 함께 구 하나마키시와 합병해 새로운 하나마키시 일부가 되었다.

## 교통

### 철도
- 동일본 여객철도
  - 도호쿠 본선

### 도로
- 국도 4호선
- 국도 456호선